# Limb-girdle-dystrofie
Limb-girdle-(spier)dystrofie of bekkengordeldystrofie (LGMD) is een aandoening in de spieren. Vooral de spieren van de schouders, armen en bekken (heupen) en bovenbenen worden "aangetast". Bij deze spierziekte zijn er ook verschillende onderverdelingen.
Bekkengordeldystrofie kan op elke leeftijd ontstaan. De eerste verschijnselen doen zich meestal voor tussen het eerste en dertigste levensjaar, soms ook nog op middelbare leeftijd. Een van de eerste kenmerken is een waggelende gang, veroorzaakt door zwakte van heup- en beenspieren. De spierzwakte neemt meestal langzaam in ernst toe, maar er zijn individueel grote verschillen waarneembaar afhankelijk van het type bekkengordeldystrofie. Er zijn indicaties dat de spierzwakte sneller toeneemt wanneer de ziekte op kinderleeftijd begint.
Limb-girdle-dystrofie begint vooral met slecht lopen, moeilijk trappen lopen etc.
Het bepalen van de diagnose gebeurt op basis van een aantal verschillende onderzoeken. De arts luistert naar de klachten, stelt vragen en voert een lichamelijk onderzoek uit. Bij het lichamelijk onderzoek wordt de spierkracht gemeten en wordt er gezocht naar contracturen. Ook de reflexen worden getest.
Anamnese en lichamelijk onderzoek kunnen al een vermoeden geven van het aanwezig zijn van een neuromusculaire aandoening.
Andere onderzoeken worden uitgevoerd om zekerheid te geven.
Voorlopig bestaat er nog geen medicatie om deze ziekte te stabiliseren of te verbeteren.